# Língua anambé
A língua anambé é uma língua indígena brasileira, falada pela etnia indígena de mesmo nome. Pertencente ao tronco tupi, é falada por aproximadamente 132 indígenas.